# ییغیلجا
ییغیلجا (به ترکی استانبولی: Yığılca) یک منطقهٔ مسکونی در ترکیه است که در استان دوزجه واقع شده‌است.